# Vladimir Voronin
Vladimir Nicolaevici Voronin (moldaviska kyrilliska: Владимир Николаевичи Воронин, ryska: Влади́мир Никола́евич Воро́нин, Vladimir Nikolajevitj Voronin), född 25 maj 1941 i Korzjevo, Dubăsari distrikt, Moldaviska SSR i Sovjetunionen (nuvarande Corjova, Dubăsari distrikt, Transnistrien i Moldavien), är en moldavisk politiker och var tredje Moldaviens president från 2001–2009, då han avgick. Han är medlem i och ledare för PCRM, Moldaviens kommunistparti. Voronin har kallat ledarna i Transnistrien "en transnationell kriminell grupp". Voronin valdes om till president i april 2005 och igen i början av april 2009. Han har beskrivit Moldavien som ett europeiskt Kuba.